# Sutan Anwar
Sutan Anwar (21 de março de 1914 - data de morte desconhecida) foi um futebolista indonésio. 

## Carreira
Sutan Anwar fez parte do elenco da histórica Seleção das Índias Orientais Holandesas que disputou a Copa do Mundo de 1938.